# Филотрано
Филотрано (итал. Filottrano) насеље је у Италији у округу Анкона, региону Марке.
Према процени из 2011. у насељу је живело 5637 становника. Насеље се налази на надморској висини од 275 м.

## Становништво
Према резултатима пописа становништва 2011. у општини је живело 9.622 становника.
| 1936.  | 1951. | 1961. | 1971. | 1981. | 1991. | 2001. | 2011. |
| ------ | ----- | ----- | ----- | ----- | ----- | ----- | ----- |
| 10.145 | 9.800 | 8.781 | 8.410 | 8.774 | 9.008 | 9.278 | 9.622 |